# 错阿镇
错阿乡，是中华人民共和国四川省甘孜藏族自治州德格县下辖的一个乡镇级行政单位。

## 行政区划
错阿乡下辖以下地区：
错通村、绒岔村和马达村。